# The Bellwood
The Bellwood（ザ ベルウッド）は、東京都渋谷区の宇田川町にあるレストランバー。

## 概要
オーナーは、2017年の「ザ・シーバス マスターズ」で世界チャンピオンとなった鈴木敦。店名はその名字から。鈴木は東京でバーテンダーのキャリアをスタートし、24歳で渡米。ニューヨークの名店「Angel's Share」では、ヘッドバーテンダーの後閑信吾の補佐として店舗運営に従事。のちにロンドン、カナダのトロントでも活躍。その後上海「Speak Low」のヘッドバーテンダーに就任し、以来SG Groupのグループマネージャーとして「Sober Company」「The SG Club」の開業と運営に携わる。
The Bellwoodのコンセプトは、「100年前の東京にあった大正モダンな特殊喫茶(カフェー)を想像したバー」。当時流行した『お酒と料理も楽しめる社交喫茶』を、現代の渋谷にカクテルバーとして表現した。
フロントバーのメニューは珈琲や日本茶、オールデイでオーダーできるカクテル。料理は洋食をベースに、モーニング、ランチ、バーフードとして提供する。料理の監修は、渋谷のイタリアン「Konel」の菊地隆樹シェフ。
店内奥にはカクテルペアリングを体験できるセカンドバーがあり、1つの空間で2つの楽しみ方ができる。フロントバーもバーバックの開閉により、1日で2つの顔を見せる。デザインは、国内外で受賞歴を持つ「WHOLEDESIGN」の杉山敦彦氏が担当した。

## 沿革

### 2013年
トロントで開催された「Buffalo Trace Cocktail Competition」で鈴木が優勝。

### 2017年
7月、「ザ・シーバス マスターズ」にて、鈴木が世界チャンピオンとなる。
同月、世界のバー業界のアカデミー賞といわれる「Tales of the Cocktail: The Spirited Awards」にて、後閑が「International Bartender of the Year」を受賞。
11月、「DRiNK Magazine Bar Awards」（DMBA）にて、鈴木が日本人として初めて「Bartender of the Year」を受賞。

### 2018年
6月、渋谷に「The SG Club」がオープン。鈴木は後閑とともに立ち上げから加わった。

### 2020年
5月、「The Bellwood」がソフトオープン。
6月20日、グランドオープン。